# Ляшківка (Сватівський район)
Ля́шківка — село в Україні, у Білокуракинській селищній громаді Сватівського району Луганської області.
Площа села 77 га.

## Історія
Поблизу села Ляшківка знайдені кам'яні знаряддя праці епохи ранньої бронзи (III тисячоліття до нашої ери).
Хутір Ляшківка засновано у XVIII столітті, статус села надано у 1947 році.

## Населення
Населення становить 76 осіб, 24 двора.

## Вулиці
У селі існує одна вулиця — Лугова.

## Транспорт
Село розташоване за 30 км від районного центру і за 25 км від залізничної станції Катран на лінії Валуйки — Кіндрашівська-Нова.